# Лост-Рівер
Лост-Рівер (англ. Lost River) — родовище руд олова на Алясці (США).

## Характеристика
Запаси руди 23 млн т. Річний видобуток близько 1 млн т.

## Технологія розробки
Розробка ведеться підземним способом.